# Goniobranchus splendidus
Goniobranchus splendidus (Angas, 1864) è un mollusco nudibranchio della famiglia Chromodorididae.

## Biologia
Si nutre della spugna Aplysilla rosea (Darwinellidae).